# Inkubator

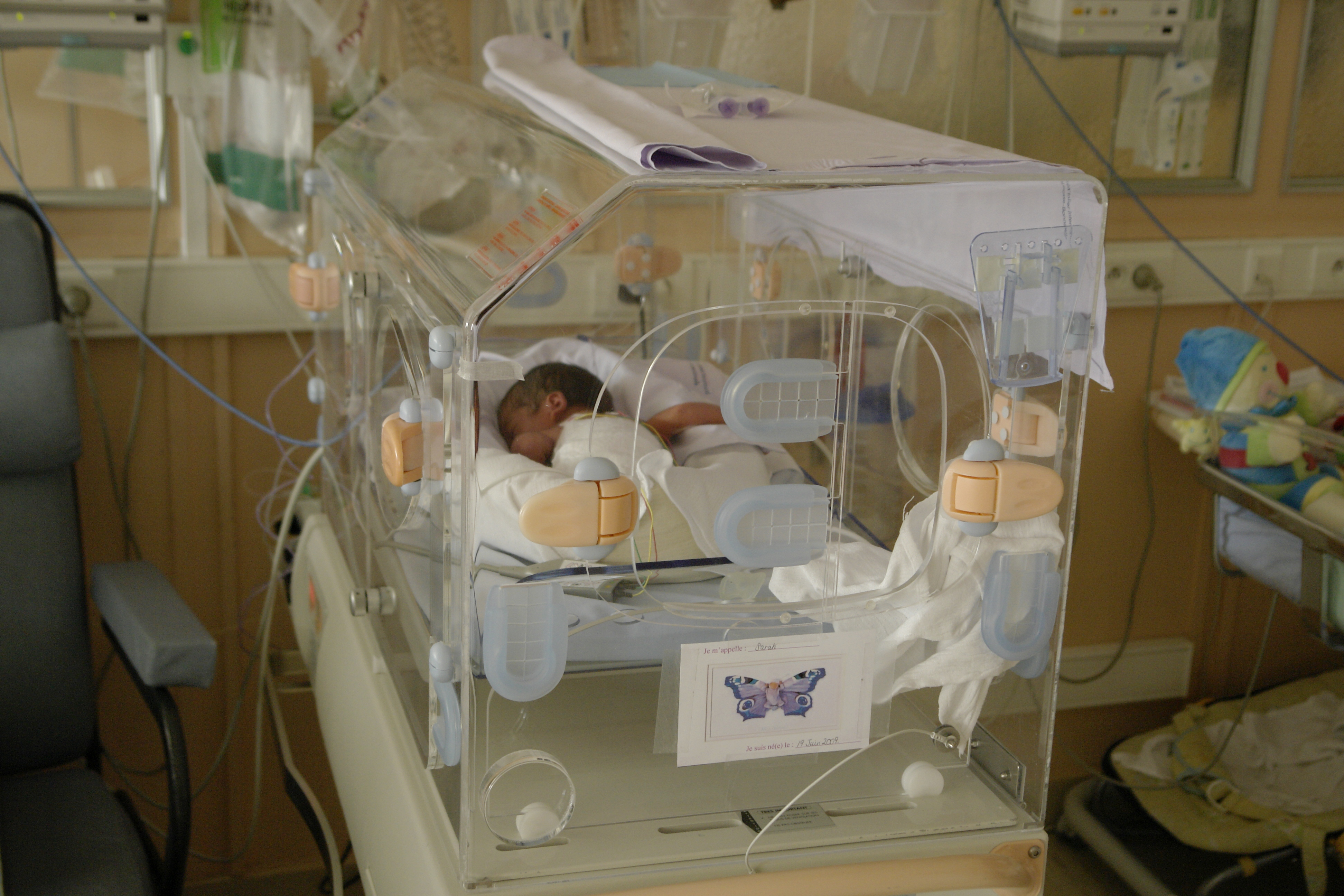
Wcześniak w inkubatorze

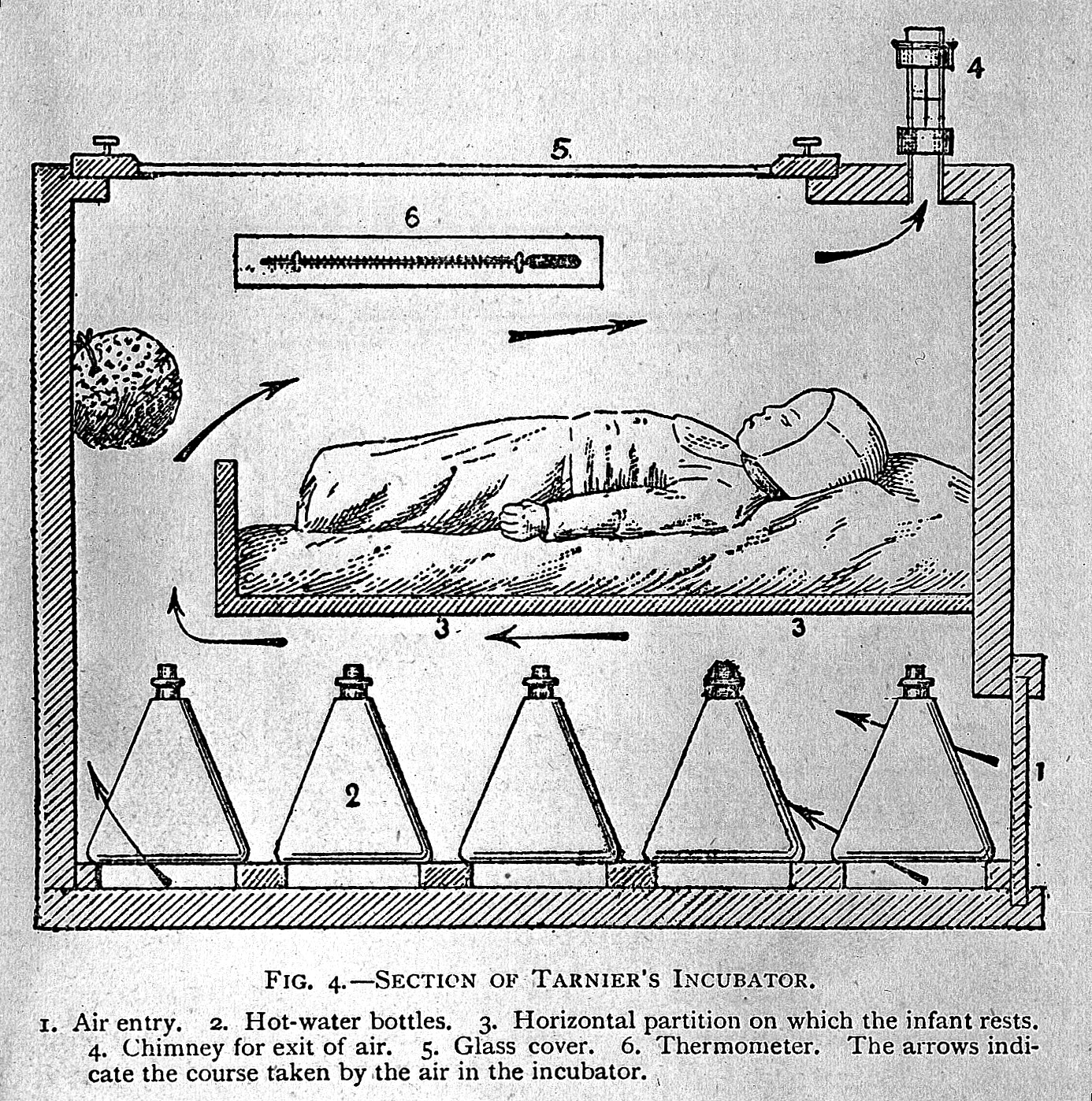
Inkubator Tarniera

Inkubator – urządzenie, za którego pomocą stwarza się kontrolowane warunki zewnętrzne w celu podtrzymania procesów życiowych oraz rozwoju i wzrostu. Zadaniem inkubatora jest wytworzenie mikroklimatu o odpowiedniej temperaturze, wilgotności i składzie atmosfery.
Inkubatory stosuje się w medycynie, jako pomieszczenie dla noworodków, zwłaszcza przedwcześnie urodzonych (wcześniaków), weterynarii, hodowli przemysłowej (drobiu, ryb), biologii komórkowej i mikrobiologii, hodowli kultur mikroorganizmów lub komórkowych.

## Historia
Projekty pierwszych inkubatorów pojawiły się już w starożytnym Egipcie. W czasach nowożytnych stosowano je pierwotnie do wylęgu egzotycznych ptaków. W 1878 widok podgrzewanych skrzynek na ptasie jaja zainspirował paryskiego położnika Stéphane Tarniera, który poprosił hodowcę drobiu o zbudowanie podobnego inkubatora dla niemowląt. Pierwsze urządzenie, zwane „couveuse” (kwoka) powstało w 1880. Było to drewniane pudło izolowane trocinami z dwiema komorami, dolną wypełniała woda podgrzewana lampą olejową, ogrzewająca powietrze w górnej komorze, w której znajdował się noworodek. Komora był wentylowana, od góry przykryta szklaną pokrywą, dzięki czemu można było obserwować dziecko oraz kontrolować temperaturę wewnątrz. Pierwsze inkubatory zainstalowano w paryskim Hôpital Maternité, gdzie Tarnier był ordynatorem oddziału położniczego. Już pierwsze obserwacje dzieci umieszczanych w inkubatorze wykazały prawie dwukrotne zmniejszenie umieralności, zwłaszcza u dzieci o masie urodzeniowej poniżej 2000 g.
Następcą Tarniera w stosowaniu inkubatorów dla niemowląt był Pierre Budin, który z kolei wykształcił Martina Couneya. Couney, zwany „Doktor Inkubator”, stosując dość kontrowersyjne metody (eksponowanie inkubatorów z wcześniakami w parkach rozrywki) rozpropagował stosowanie inkubatorów w USA.